# 九鬼周造
九鬼 周造（1888年2月15日—1941年5月6日），生於日本東京，為日本著名哲學家，京都學派成員之一。
畢業於東京帝國大學文科大學哲學科，並獲得京都帝國大學的文學博士學位。他嘗試對存在主義哲學進行新的開展，並透過邏輯性的分析與架構，闡明日本文化特有的精神構造及美學意識。他以分析日本民族美學的著作《「粹」的構造》（1930年）而聞名，此外還有《偶然性的問題》（1935年）等著作。

## 生平
其父為九鬼隆一男爵，母親九鬼波津子是藝妓出身。祖先为戰國大名之一的九鬼嘉隆。
1904年，九鬼周造從東京高等師範學校附屬中學畢業，進入第一高等學校（東京大學教養學部的前身）德國法學科。1909年考入東京大學哲學系，1912年以論文〈物質和精神的關係〉畢業。
從研究所中途退學後，與妻子一同至歐洲遊學約八年的時間。1921年至1924年，九鬼周造首先在德國海德堡大學師從李凱爾特講授新康德學派哲學，但他對於此學派並不認同。1924年至1927年4月於法國逗留期間曾聘請還是學生的沙特作為法語教師，並在此時結識柏格森，深受其影響。1927年再次回到德國，九鬼周造先是在弗萊堡大學參加了胡塞爾的課堂，隨後則到馬爾堡大學參加海德格所開的研討班，學習現象學。九鬼與當時遊歐的哲學家三木清、和辻哲郎等人是第一批在日本學習海德格哲學的人，他對「存在」等哲學術語在日本的翻譯普及，以及海德格哲學在日本受到的重視，起到了相當大的作用。同時，海德格也高度評價九鬼周造。並在此結識了卡爾·洛維特。
1928年8月11日和17日，九鬼周造在法國Pontigny發表了名為「時間概念與東洋時間的反覆」(La notion du temps et la reprise sur le temps en Orient)，以及「日本藝術中『無限』的表現」( L’expression de l’infini dans l’art japonais)兩場演說，並把演講稿寄給西田幾多郎，也因此受到賞識，獲得東京帝國大學的教職。1929年4月歸國後，直至1941年去世，九鬼在京都帝國大學文學部哲學科教授笛卡爾、柏格森等法國哲學、近代哲學史及以現象學為中心的現代哲學。1932年提交博士論文《偶然性》，獲得京都帝國大學文學博士學位，1933年晉升為副教授，1935年起擔任西洋近代哲學史講座教授。
在歐洲長期逗留期間，九鬼逐漸發現自己對日本的美和文化越來越著迷。1926年，他在巴黎完成了後來以《「いき」の構造》發表的草稿。歸國後，他對該草稿進行了修訂，於1930年發表了《「粋」的構造》。這本書中提到的「いき」（粋）是一種在江戶時代遊廓中形成的美的意識，九鬼周造通過現象學這一西方哲學的方法來把握這一概念。僅僅是將這一概念作為研究對象，在當時就引起了很大的轟動。
1941年，九鬼周造因腹膜炎去世，長眠於京都的法然院。墓碑由西田幾多郎題字，側面為西田挑選的歌德《浪遊者之夜歌》(Wandrers Nachtlied) 其中一節。

## 哲學
九鬼周造的哲學具有「二元性」的特色。主要著作包括《偶然性的問題》、《「粋」的構造》、《人間與實存》等。